# Dermophis
Dermophis és un gènere d'amfibis gimnofions de la família Caeciliidae que conté les següents espècies:

## Taxonomia
- Dermophis costaricensis
- Dermophis glandulosus
- Dermophis gracilior
- Dermophis mexicanus
- Dermophis oaxacae
- Dermophis occidentalis
- Dermophis parviceps